# Mouche de la carotte
Chamaepsila rosae
 (mars 2024).
Si vous disposez d'ouvrages ou d'articles de référence ou si vous connaissez des sites web de qualité traitant du thème abordé ici, merci de compléter l'article en donnant les références utiles à sa vérifiabilité et en les liant à la section « Notes et références ».
Pour les articles homonymes, voir Mouche.
Espèce
La mouche de la carotte (Chamaepsila rosae) est une espèce d'insectes diptères brachycères de la famille des Psilidae.
C'est un ravageur des potagers et des cultures maraîchères qui affecte principalement la carotte (sauvage ou cultivée), mais peut aussi s'attaquer au panais, au persil et au céleri. On trouve la mouche de la carotte en Europe, Asie, Afrique et Amérique du Nord.

## Synonymie
- Musca rosae Fabricius, 1794 (protonyme)
- Psila hennigi (Thompson & Pont, 1994)
- Psila rosae (Fabricius, 1794)[1]

## Cycle de vie
Les mouches pondent dans le sol près des carottes cultivées et sauvages, des céleris et du persil. Après l'éclosion, la larve se nourrit d'abord des racines latérales, puis pénètre dans la racine principale. La mouche de la carotte vit sous forme de larve dans les racines, hiberne sous forme de pupe dans le sol. Les insectes parfaits apparaissent dès fin avril-début mai jusqu'en juillet et s'envolent.

### Larve
C'est la larve qui cause du dommage aux carottes. L'asticot de couleur jaune crème se nourrit aux dépens des couches externes de la racine de la carotte où il creuse des tunnels. En automne, elles peuvent se mettre à pénétrer plus en profondeur dans la racine. Les larves sont apodes et mesurent jusqu'à 10 mm de longueur.
Les mouches déposent leurs œufs autour des jeunes carottes. Les larves, une fois sorties de l'œuf, creusent un tunnel dans la racine, d'abord superficiel puis descendent en profondeur.
Trois générations de pupes, mouches et asticots, peuvent se succéder jusqu'à l'automne si les conditions météorologiques sont favorables. Trois générations ont été observées dans le nord et le centre de la Suisse lors d'étés chauds et humides.

## Symptômes de l'infestation

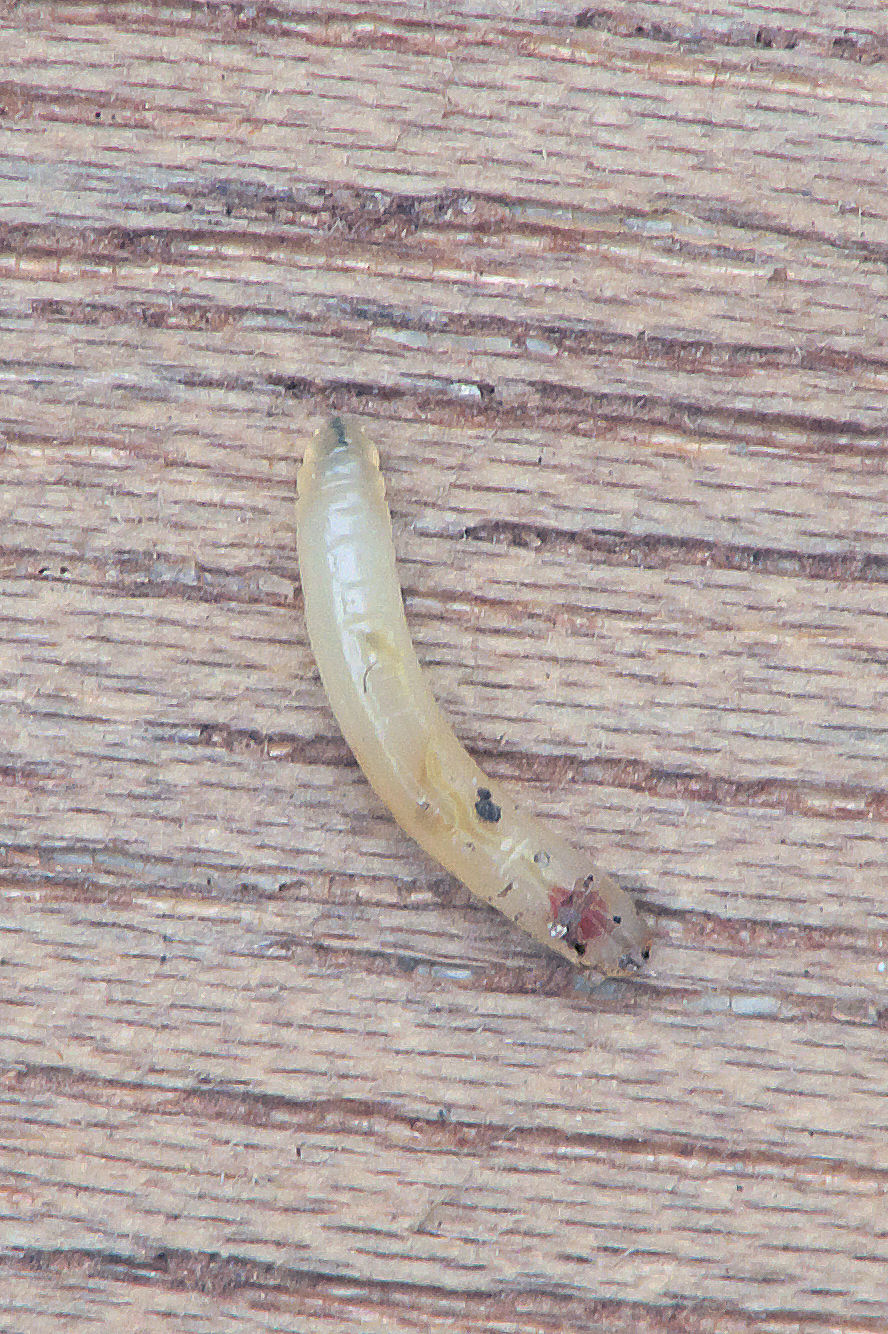
Larve.

Le feuillage se décolore et se déforme. On peut observer des tunnels brun-rouille sous la couche extérieure des racines mûres. Les jeunes plants meurent souvent et les plus développés deviennent amers.

## Distribution
Europe, Afrique du nord, Moyen orient et Amérique du Nord.

## Lutte

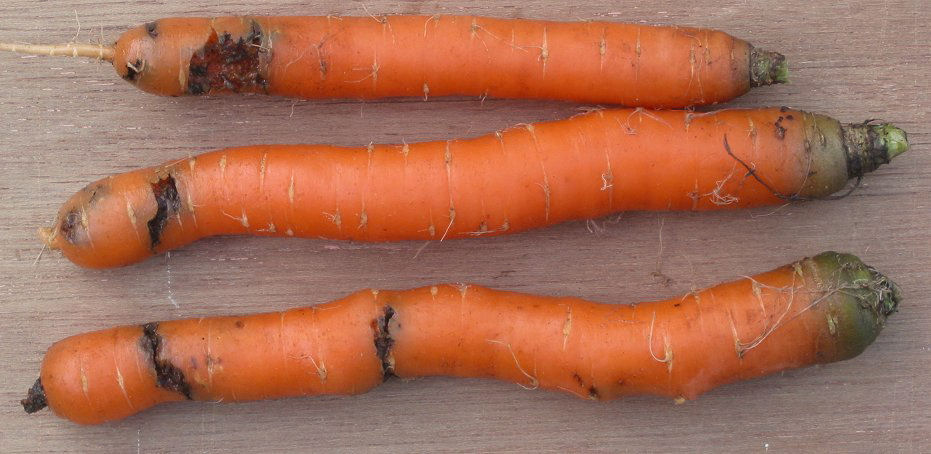
Carottes prises pour cible par les mouches.

- Puisque les femelles de la mouche de la carotte volent très bas, la meilleure méthode de prévention est de lever une barrière autour du carré de carotte d'au moins 60 cm de haut. On peut aussi utiliser des laines horticoles servant comme toison de couverture[réf. nécessaire].

Des variétés nouvelles de carottes plus résistantes à la mouche de la carotte peuvent être testées[réf. souhaitée].
- Épandre des pelures d'oignon autour des pieds de carottes pour les protéger de la mouche de la carotte.

La culture du poireau en compagnonnage avec celle de la carotte permet de lutter sainement contre la mouche de la carotte. Des oignons et ails bien développés éloignent la mouche de la carotte par leur odeur. En général, les plantes du genre Allium peuvent être plantés avec les ombellifères. De même, le romarin, la sauge et le scorsonère sont répulsifs contre la mouche de la carotte.

J. Vercier conseille de semer sur le sol une poudre puante (schistainite)
 (mars 2024).
.